# Все на выборы
«Все на выборы» — российский короткометражный ролик, предвыборная социальная реклама. Видео было опубликовано 16 февраля 2018 года (перед очередными президентскими выборами) в социальных сетях, включая YouTube, и впоследствии стало вирусным. Роль главного героя исполнил Сергей Бурунов.

## Содержание
Сюжет видео описывает последствия, возникающие в российской семье после избрания нового президента. Главный герой изначально не проявляет интереса к участию в выборах, конфликтуя с женой, которая поддерживает активное участие в голосовании. Он даже запрещает ей устанавливать будильник на день выборов, считая процесс бессмысленным из-за предсказуемости результатов.
Однако в кошмаре герой видит негативные последствия своего безразличия к выборам. Его, 52-летнего мужчину, призывают в армию, так как новый президент увеличил призывной возраст до 60 лет. При этом один из пришедших за ним военнослужащих является темнокожим. Затем сын главного героя в чёрной рубахе и красном пионерском галстуке просит 4 млн рублей, чтобы сдать «в школе на охрану». Впоследствии на кухне обнаруживается молодой женоподобный «гей на передержке», одетый в розовую футболку с татуировками и подпиливающий ногти, которого теперь, согласно новому закону, должна приютить любая российская семья после его расставания с партнёром. Жена отмечает, что если он в ближайшее время не найдет кого-то нового, главному герою «придётся с ним быть». «Гей на передержке» говорит «Закон есть закон» и двусмысленно ест банан.
Погружаясь в кошмарный сценарий с красными вспышками и тревожной музыкой, герой бежит в ванную, где ему быстро сообщают, что количество посещений туалета ограничено. Он думает, что просыпается, и обнаруживает, что вместо его жены с ним в постели якобы лежит «гей на передержке». Проснувшись во второй раз, герой в ужасе будит жену, чтобы бежать голосовать на избирательном участке, «а то поздно будет».

## Съёмочная группа
В роли главного героя выступил Сергей Бурунов, его жену сыграла Светлана Галка, а роль «гея на передержке» исполнил Артём Сучков.
Режиссёром видео является Александр Бойков. Светлана Галка утверждает, что пробы для этого видео проводились по телефону: она сама записывала видео, на которых читала текст роли, и отправляла их тем, кто предложил ей работу. Александр Бойков отказался назвать заказчика ролика в разговоре с телеканалом «Дождь», в то время как изданию The Village заявил, что не понимает, о чём идет речь и не связан с видео. Сергей Бурунов отказался комментировать ролик журналистам.

## Реакция
После выхода ролик стал популярным в Рунете. Видео вызвало как положительные, так и отрицательные реакции в социальных сетях. Некоторые пользователи отметили его юмор и качественную актёрскую игру. Политолог Андрей Колядин признал вирусные видеоролики, включая «Все на выборы», эффективными средствами пропаганды, особенно в сочетании с другими формами. Эксперт отметил их широкий охват аудитории, особенно в социальных сетях, и положительно оценил качество и юмор в роликах. Заведующая лабораторией политических исследований Высшей школы экономики Валерия Касамара подчеркнула, что ролик, судя по реакции в Facebook, был скорее положительно воспринят аудиторией. Она выделила темы, обращённые в ролике, такие как пародия на программу коммунистов и ЛГБТК+, как актуальные и привлекательные для зрителей. Касамара отметила энергичный стиль ролика. Кандидат политических наук Дмитрий Ежов классифицировал данный видеоролик как модель участия в социальной рекламе в целях привлечения электората на избирательные участки. Он отметил, что ролик стал вирусным и отличился шутливым и юмористическим стилем, но при этом направлен на формирование у зрителя осознания важности выборов президента. С технической точки зрения данное видео, по мнению политолога, отражает особенности выборов в условиях их «шоуизации» и может рассматриваться как успешный проект предвыборной кампании, который быстро распространился благодаря применению шоу-технологий.
Другие пользователи заметили неявный призыв голосовать за текущую власть в лице Владимира Путина и «Единой России», а некоторые оппозиционные журналисты посчитали, что видео было снято либо предвыборным штабом Путина, либо ЦИК РФ. Некоторые наблюдатели выразили недовольство персонажами ролика и обвинили его создателей в сексизме, расизме и гомофобии. Ведущий научный сотрудник Института социологии РАН Леонтий Бызов отметил, что подобные агитационные ролики следует рассматривать с учётом мотивации их создателей, которые стремятся получить гранты и заработать на них, и что «не очень красиво» использовать гомофобию в политических целях. Ряд западных СМИ обратили внимание на сцену с «геем на передержке» и также назвали ролик гомофобным. Руководитель штаба Григория Явлинского Николай Рыбаков назвал ролик не «творчеством масс, а очередным кремлёвским пропагандистским видео» и посчитал, что образ среднего россиянина в ролике подобран неудачно, что привело к ироничному эффекту и самокритике пропаганды. Исполнитель роли «гея на передержке» Артём Сучков опроверг возможные сексистские, расистские и гомофобные подтексты в ролике. Он отметил отсутствие каких-либо претензий к кому-либо и отверг обвинения в адрес создателей.
Несмотря на предположения о причастности к производству видеоролика, ни одна из компаний, официально нанятых ЦИК РФ для увеличения интереса к выборам, не подтвердила своё участие. Например, компания «ИМА-Консалтинг», которая получила контракт на 37 млн рублей для привлечения избирателей на участки 18 марта 2018 года, отказалась от причастности к видео. Генеральный директор компании Вартан Саркисов заявил, что компания не имеет отношения к производству ролика, хотя признал его «талантливым». Также ни один из политтехнологов, в том числе Олег Матвейчев и Дмитрий Гусев, не признал свою причастность к созданию ролика. Они отказались комментировать обвинения в свой адрес. Коммуникационное агентство «Михайлов и партнеры», нанятое ЦИК РФ для распространения контента в соцсетях, также отрицало своё участие в создании ролика.
Телеведущий Владимир Соловьёв использовал фразу «на передержке» для обозначения гомосексуалистов.
Данная социальная реклама вновь обрела популярность после начала мобилизации в России в сентябре 2022 года. Пользователи отмечали сходство событий ролика с мобилизацией и движением «Большая перемена», заменяющим пионерию.